# The Ritual
Pour les articles homonymes, voir Ritual.
Ne doit pas être confondu avec The Ritual : L'Exorcisme d'Emma Schmidt.
Albums de Testament
Souls of Black
(1990) Return to the Apocalyptic City
(1993)
The Ritual est le cinquième album studio du groupe de thrash metal américain Testament. L'album est sorti le 15 mai 1992 sous les labels Atlantic Records et Megaforce Records.

## Description
Il s'agit du dernier album ou le guitariste Alex Skolnick et le batteur Louie Clemente jouent dans le groupe.
C'est également le premier album du groupe produit par Tony Platt.

## Composition
- Chuck Billy: Chant
- Alex Skolnick: Guitare
- Eric Peterson: Guitare
- Greg Christian: Basse
- Louie Clemente: Batterie

## Liste des morceaux
1. Signs of Chaos – 0:30
2. Electric Crown – 5:31
3. So Many Lies – 6:04
4. Let Go of My World – 3:45
5. The Ritual – 7:34
6. Deadline – 4:47
7. As the Seasons Grey – 6:16
8. Agony – 4:07
9. The Sermon – 4:48
10. Return to Serenity – 6:25
11. Troubled Dreams – 5:14